# موزه و یادبود ملی جنگ جهانی اول

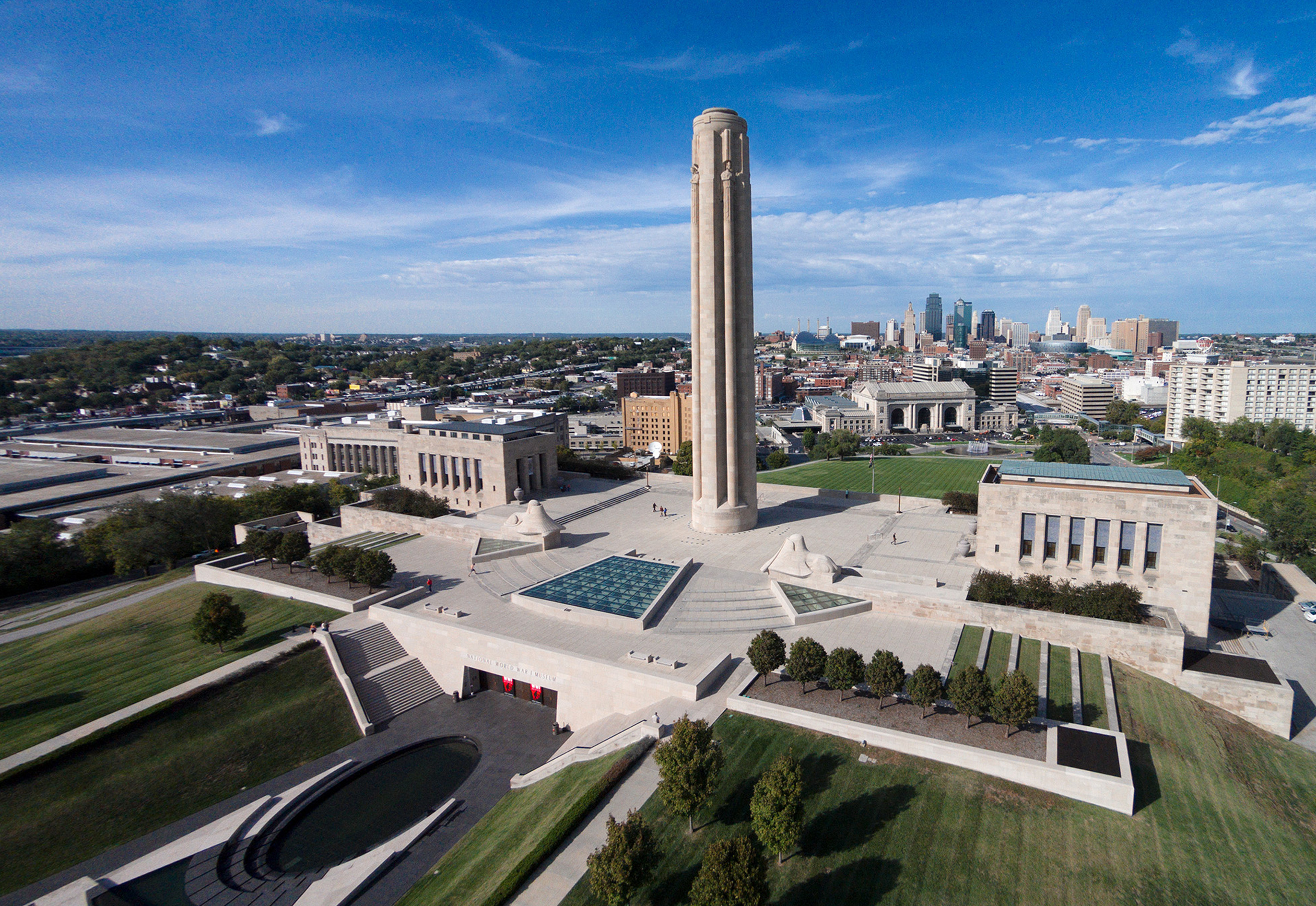

موزه و یادبود ملی جنگ جهانی اول (به انگلیسی: National World War I Museum and Memorial) ساخت سال ۱۳۰۵ هجری شمسی، نام یک پارک و مکان فرهنگی-تفریحی در کراون سنتر در کانزاس‌سیتی، میزوری است.